# Galerina arctica
Galerina arctica är en svampart som tillhör divisionen basidiesvampar, och som först beskrevs av Rolf Singer, och fick sitt nu gällande namn av Nezdojm. Galerina arctica ingår i släktet Galerina, och familjen buktryfflar. Arten har ej påträffats i Sverige.